# 佐野あい
佐野 あい（さの あい）は、日本の元AV女優。

## 略歴・人物
2017年4月にデビューしたロリ系AV女優。2019年引退。

## 出演作品

### アダルトDVD
- 新人発掘。 本当の私。 おっとり少女の裏切り豹変セックス。（4月25日、ミニマム）
- 顔出し!女子大生限定 ザ・マジックミラー 素人娘初めての3P体験編♥ 3 in池袋 Wチ●ポに恥じらいつつもオマ○コがキュンと疼きだす!スケベ心が抑えられずに連続絶頂!! 計12挿入!!（5月7日、ディープス）※「ななみ」名義　他出演:ますみ、なぎさ、りえ、ゆか、さゆり、のぞみ、あやか
- 妹の事が好きで好きでたまらない。（6月19日、ミニマム）
- 低身長(149cm美少女)の親戚のおじさんと絶対にパパやママには言えない汚されまくった一日（6月19日、ゴールデンタイム）
- 危険日のパコンパコン まさかの機材トラブルでカメラが止まっても新人女優なら最後までイケちゃうんじゃないか説（6月19日、パコパコ団とゆかいな仲間たち）
- 天然記念少女あいちゃん。 発見! 地方で見つけたドスケベロリ少女。 私としてくれる人いないから…（6月25日、MARX）※「あい」名義
- りくぶる in TOKIO-H.S. 東○高等学校モデル使用編（6月30日、A-style）他出演:松岡京花
- 突然の夕立ちに傘もない妹の友達たちが僕の家に駆け込んできた…!ビショビショに濡れた制服の下からのぞく未発達の身体に興奮した僕は… 3（7月7日、DOC）共演:月野ゆりあ、愛里るい
- 女子マネージャーさん!! 部活の部員とお金の為だと割り切って素股して下さい!! vol.01（7月7日、DOC）※「あい」名義　他出演:ゆき、みさき、ゆき、あさみ、めい、さき
- ママの代わりに（7月13日、色眼鏡）
- 実録・近親相姦 ［十五］ スペシャル 近親相姦願望を叶える為に妹をAVメーカーに就職させワンチャンを狙う実兄からの依頼編（7月14日、ゴーゴーズ）
- 新章 スク水奴隷の物語 第一章（7月14日、RISING）
- SEXの体位のリハーサルで、マ○コをラップでガードして素股をさせられ、狙ったのか偶然なのか、結局挿入されてナマ中出し!それでも「そんなの当たり前だから」と言われ泣き寝入りするしかないサディスティックヴィレッジの女AD57人（7月20日、サディスティックヴィレッジ）他出演:藍原あおい、涼海みさ、大原すず、高木千里、雫みあ、あず希、篠崎みお、はるのるみ、こはる柑夏、前田可奈子、いろはめる +作品集45名
- CF×FC FIGHT CLUB Vol.10（8月4日、CF×FC キャットファイト×フェチクラブ）
- 田舎のお嬢様学校の女子校生をさらってレ○プ、射精直前に「お前より可愛い娘を今すぐ電話で呼ばないと中出しするぞ」と脅して友達を連れてこさせてその娘もレ○プ、そして結局全員にナマ中出し! 50人FINAL（8月10日、サディスティックヴィレッジ）※「セイラ」名義　他出演:ミミ、アオイ、ミユウ、ユリア +総集編45名
- 極上のフェラチオ 完全撮り下ろし合計20名! 2枚組6時間 ED治療で8人のナースが施術/AV研究会のJK9人が実践/3人の女ADが小遣い稼ぎにロケで学んだ技を披露（8月10日、サディスティックヴィレッジ）共演:咲坂花恋、白川あまね、月野ゆりあ、矢澤美々、清本玲奈、新垣智江、藍原あおい、涼海みさ　他出演:渋谷ありす、苑田あゆり、高城アミナ、栄川乃亜、高木千里、雛森みこ、前田可奈子、斉藤みゆ、三波麻友、小野寺梨紗、三崎寛奈
- 一般男女モニタリングAV 夏の超豪華版! 会社の同僚と一夜限りのお泊りミッション企画 終電を逃した社会人男女がラブホテルで1発10万円の過激な連続射精セックスに挑戦! 4 日頃から気になっていた同僚女子の身体にふれた既婚の上司チ○ポはフル勃起!恥らいつつもラブホのエッチな雰囲気で濡れちゃった女子社員マ○コ! 大人な男女が全てを忘れて互いの身体を求めて乱れる秘密の生セックスは1度の射精じゃおさまらない! 8組合計中出し31発!（8月19日、ディープス）※「ひなこ」名義　他出演:れいか、さくら、さとみ、めい、りお、あき、れな
- 義理の姉と素股でコスるまでという約束が気持ち良くなって「あれ?自分から挿れちゃった!?」恥ずかしがりながらも杭打ちピストンSEX!!（9月21日、アイエナジー）他出演:水野ふうか、日比乃さとみ、西村まこ
- 姪っ子(18)中出し性交記録 〜おじさんいっしょにお風呂入ろっ!無垢で無防備な姪っ子たち〜（8月25日、TMA）他出演:苑田あゆり、小谷野まゆ
- 地域男女相撲大会に向けて集まった合宿中の少女わいせつ映像（8月25日、I.B.WORKS）共演:宮沢ゆかり、いろはめる、苑田あゆり、矢澤美々、奈加ちひろ、山地せな、森保さな、夏乃ひまわり、七菜原ココ
- 青い誘惑 弄ばれる家庭教師 ―家庭教師と生徒の物語―（8月25日、禁断の果実）
- 姪っ子とおじさんの夏休み（9月1日、I.B.WORKS）共演:七菜原ココ　他出演:夏乃ひまわり、苑田あゆり　※AV OPEN 2017 乙女部門エントリー作品
- 羞恥 新入生 発育健康診断2017 AVOPENエディション（9月1日、サディスティックヴィレッジ）共演:涼海みさ、咲坂花恋、月野ゆりあ、藍原あおい、矢澤美々、清本玲奈　※AV OPEN 2017 乙女部門エントリー作品
- 再婚相手の連れ子（9月12日、思春期.com）※「あい」名義
- 家庭教師を誘惑する小悪魔娘DX パート2（9月12日、思春期.com）他出演:七菜原ココ、月乃まこ
- 貧乳おっぱいがおじさんち○ぽを勃起させてしまったの!?「ノーブラ乳首チラ見え」で叔父を発情させてしまった姪っ子たち!!（9月21日、アイエナジー）他出演:跡美しゅり、白井ゆずか ほか
- 可愛い日焼け美少女と中出し性交（9月22日、TMA）他出演:宮沢ゆかり、跡美しゅり、夏乃ひまわり、今井まい
- お父さんの異常な愛情（10月7日、禁断の果実）
- 家事代行サービスの現役専業主婦 どうせ来るのおばさんだろうと思って頼んだらモロ好みの人妻がやってきたので中出しした!!（10月7日、かぐや姫Pt）他出演:天野美優、ひなたりこ
- DID 誘拐・監禁・着衣緊縛・猿轡 拘束され絶望するヒロインたち 3（11月7日、シネマジック）他出演:星空もあ、神楽アイネ、相澤ゆりな、来栖らいち、大橋優子、月本愛、真田美樹、生駒はるな、愛野ももな、盛岡れみ
- 素人娘の全裸図鑑 2 今時の女の子13名が恥らいながら脱衣していく様子をじっくり撮影した、変態紳士のためのヘアヌードコレクション（11月7日、かぐや姫Pt）他出演:月本愛、涼海みさ、天野美優、あやね遥菜、ひなたりこ、新垣智江、斉藤みゆ、葵千恵、千野くるみ、百瀬乃々花、星川麻紀、麻里梨夏
- 乳首吸い比べ選手権（11月10日、REAL）他出演:愛野ももな、野々宮みさと、早川瑞希、柊木なな、月本愛、吉田花、相澤ゆりな、盛岡れみ、真田美樹、香純あいか、速美もな、神楽アイネ、MIRANO、星空もあ、神山なな
- 夜勤病棟レ○プ 2 深夜の病室に一人で見回りに来た新米看護師 純白のナース服をヒキチギッテ中出しレ○プ!! 完全撮り下ろし合計8人!（11月16日、サディスティックヴィレッジ）他出演:森苺莉、宮沢ちはる、苑田あゆり、明海こう、玉木くるみ、池上まひろ、一ノ瀬恋
- 羞恥! エステティシャンになりたい私 男子生徒が見ている目の前でおっぱいやお尻の形が変わるほど揉まれる… スクールの実習で無遠慮なバストアップマッサージを受けさせられました…（11月16日、サディスティックヴィレッジ）共演:横山みれい、玉木くるみ、一ノ瀬恋、池上まひろ、明海こう、苑田あゆり、宮沢ちはる、森苺莉
- 深夜病棟 患者のために健気に働く美人看護師のほっそい喉奥に超巨根ゲロイラマレ○プ!（12月7日、サディスティックヴィレッジ）他出演:池上まひろ、宮沢ちはる、森苺莉、明海こう、玉木くるみ、苑田あゆり、一ノ瀬恋
- デリヘルを呼んだら学生時代に僕をイジめてた女が来たので中出ししたった! 2 強気な姿勢を見せてきたけど、ハメたら嫌がりながらもこいつ感じ始めたぞ。イジメっ子の癖に実はドMだったなんて…(笑)（12月7日、かぐや姫Pt）他出演:天野美優、ひなたりこ
- ナンパ連れ込みSEX隠し撮り・そのまま勝手にAV発売。する23才まで童貞 Vol.23（12月25日、綜実社）※「ゆう」名義

- 女子●生 エンドレス潮吹き中出し痴漢（1月7日、アパッチ）他出演:あおいれな、藤川れいな、涼海みさ、さくらみゆき、海空花
- 恒例の新年会王様ゲームに強制参加させられても「仕事切るよ?」と言われたら逆らえず大乱交セックスをヤラされて泣き寝入りするしかないサディスティックヴィレッジの女ADと美人メイクさん（1月11日、サディスティックヴィレッジ）共演:一ノ瀬恋、池上まひろ、宮沢ちはる、森苺莉、玉木くるみ、明海こう、横山みれい ほか
- 女に説教されて理不尽に怒られても一生懸命謝って筋トレして気合を見せる女（3月9日、REAL）他出演:神楽アイネ、浜崎真緒、桜咲姫莉、二宮和香
- こぶ縄くいこみ触手棒責め 生殖器をしごかれ悶絶する女たち 2（4月7日、シネマジック）他出演:中里美穂、桐島美奈子、星空もあ、三喜本のぞみ、川越ゆい、白星りり、水城えま、黒井ミサ、仁美まどか、MIRANO、明海こう、美月優芽、辻本りょう、羽月希、伊東紅、来栖らいち
- 素人娘は射精(だ)しても射精(だ)しても止めてあげない! 知人男性のチ○ポを素手・お口で連続ザーメン発射! 3 恋人以外の男女限定12名 恥ずかしいけどもっと射精(だ)して! Hな手コキ・フェラで2人同時責め大増量SP（4月12日、SODクリエイト）共演:優木カリナ　他出演:西宮このみ、神宮寺ナオ、石川祐奈、安達ひかり、夢乃美咲、杏璃さや、咲坂花恋、保坂えり、あおいれな、紗藤まゆ
- マジックミラー号 初めての膣内洗浄! 女子○生にマ○コを洗うと感度が上がる!? 過激な保健体育の特別講義でマ○コから大噴射! 10人中10本番!（4月26日、SODクリエイト）共演:玉木くるみ　他出演:西宮このみ、雛菊つばさ、杏璃さや、神宮寺ナオ、優木カリナ、夢乃美咲、ひなた澪、白井ゆずか
- 女子○生の乳首健康診断 4（6月8日、OFFICE K'S）他出演:川崎亜里沙、橘かれん、七海ゆあ、初音ろな、岬まい
- 授尿保育園（6月8日、OFFICE K'S）共演:岬まい　他出演:月野ゆりあ、橘かれん、高城彩、初音ろな、神波多一花、卯水咲流、今井ゆあ
- 乳首が一番性感帯の男女がただひたすらにお互いの敏感乳首をいじりあいっこ（6月8日、OFFICE K'S）他出演:今井ゆあ、卯水咲流、神波多一花、岬まい
- 猿轡を噛まされうめき声をあげる女達（6月19日、シネマジック）他出演:西田カリナ、野々宮みさと、黒瀬萌衣、神楽アイネ、神山なな、森川ひな、愛野ももな、里田やよい
- このたびフツメンの僕がデリヘル嬢を盗撮しました… ホテルに呼んで本番に持ち込む様子を隠し撮りした動画を販売したら稼げるというネット記事を参考にそのまま勝手にAV発売! 風俗嬢を口説いてハメる俺の60分戦争ドキュメント（6月22日、OFFICE K'S）他出演:川崎亜里沙
- 豚ヅラフェラ（6月22日、OFFICE K'S）他出演:橘かれん、月野ゆりあ、初音ろな、岬まい
- 唾液と舌で全身たっぷり愛撫 ナメクジ女子○生（6月22日、OFFICE K'S）共演:岬まい　他出演:なつめ愛莉、川崎亜里沙、月野ゆりあ、橘かれん

### イメージDVD
- アルカス（2017年10月13日、CRANE）※「芹沢のん」名義
- 〜顔もアナルも美女宣言〜 美女アナ*リスト（2017年11月24日、スパイスビジュアル）※「平嶋真理奈」名義
- 妖精ヌーディズム（2018年4月23日、CRANE）※「相沢しずか」名義